# ミサキナギ
ミサキナギは、日本の小説家。

## 概要
中学時代に小説家を目指し、大学卒業後の社会人になってから長編を応募するようになる。
アミューズメントメディア総合学院の夜間専科コース在学中、2018年の第25回電撃小説大賞で投稿作『水無月のメモリー』が銀賞を受賞。同作を改題・改稿した『リベリオ・マキナ ―《白檀式》水無月の再起動―』でデビューした。

## 作品リスト

### リベリオ・マキナシリーズ（イラスト: れい亜、電撃文庫）全4巻
- リベリオ・マキナ ―《白檀式》水無月の再起動―　ISBN：9784049123289
- リベリオ・マキナ2 ―《白檀式》文月の嫉妬心―　ISBN：9784049125221
- リベリオ・マキナ3 ―《白檀式改》桜花の到達点―　ISBN：9784049128970
- リベリオ・マキナ4 ―《白檀式改》紫陽花の永遠性―ISBN：9784049128987

### こんな可愛い許嫁がいるのに、他の子が好きなの？シリーズ（イラスト: 黒兎ゆう、電撃文庫）全3巻
- こんな可愛い許嫁がいるのに、他の子が好きなの？ 　ISBN：9784049140996
- こんな可愛い許嫁がいるのに、他の子が好きなの？2 ISBN：9784049142884
- こんな可愛い許嫁がいるのに、他の子が好きなの？3 ISBN：9784049145816

### ツンデレ魔女を殺せ、と女神は言った。シリーズ（イラスト: 米白粕、電撃文庫）全3巻
- ツンデレ魔女を殺せ、と女神は言った。　ISBN：9784049147476
- ツンデレ魔女を殺せ、と女神は言った。2　ISBN：9784049151497
- ツンデレ魔女を殺せ、と女神は言った。3　ISBN：9784049151503

### その他
- 時間泥棒ちゃんはドキドキさせたい 俺の夏休みをかけた恋愛心理戦（イラスト: うなさか、電撃文庫） ISBN：9784049133707